# Afrika-Evrazija
Afrika-Evrazija ali Afro-Evrazija je supercelina z največjo svetovno površino in približno 85 % svetovnega prebivalstva. To supercelino Sueški prekop deli na Afriko in Evrazijo

## Delitev Afro-Evrazije vStarem svetu
- Evrazija
  - Azija
    - Severna Azija
    - Zahodna Azija
    - Osrednja Azija
    - Vzhodna Azija
    - Južna Azija
    - Jugovzhodna Azija

  - Evropa
    - Severna Evropa
    - Zahodna Evropa
    - Vzhodna Evropa
    - Južna Evropa
- Afrika
  - Severna Afrika
  - Zahodna Afrika
  - Nizka ekvatorialna Afrika
  - Vzhodna Afrika
  - Južna Afrika